# Грейм Михайло Йосипович

Михайло Грейм

Миха́йло Йо́сипович Грейм (пол. Michał Greim; * 15 вересня 1828, м. Желехув Привіслянського краю, Польща — † 2 (15) січня 1911, Кам'янець-Подільський) — художник-фотограф, нумізмат. Батько художника Яна Грейма.

## Біографія
Михайло Грейм народився 15 вересня 1828 року за 85 кілометрів від Варшави — в невеликому місті Желехув Привіслянського краю (нині Гарволінського повіту Мазовецького воєводства Польщі) в сім'ї міщанина. Закінчивши повітову школу, Михайло поїхав до Варшави, де навчався друкарської та фотографічної справи. 1848 року йому надали звання друкаря-складальника та фотографа (нової на той час професії).
1852 року Грейм переїхав до Кам'янця-Подільського. Працював старшим складачем, у 1856—1872 роках — смотрителем (керівником) губернської друкарні. 1872 року заснував власну фотодрукарню.
Срібні медалі на фотовиставках у Нюрнберзі (1885), Львові (1895), Києві (1897), Варшаві (1900).
Видав 23 альбоми, комплекти фотовидів пам'яток історії і архітектури Кам'янця-Подільського та його околиць.
На своїх фотографіях Греїм зобразив Поділля та Бессарабію (вид на Кам'янець-Подільський та інші міста та села регіону (Бар, Хотин, Жванець)). Він також сфотографував жанрові сцени та типи людей, які там проживали у той час: селяни, жебраки, психопати, польська знать та євреї. Він також займався практикою репортажного фотографування, увіковічнивши пожежу в Кам'янці.
Михайло Грейм сформував найбільшу в місті нумізматичну колекцію — понад 4 тисячі монет і медалей. У колекції було представлено римські, візантійські, російські, турецькі та польські монети й медалі. 123 монети Грейм подарував Кам'янець-Подільському давньосховищу. Він також подарував колекцію Нумізматичному товариству в Кракові.
Упродовж 1889—1910 років Грейм опублікував 25 статей про скарби Поділля в 11 томах варшавських «Нумізматично-археологічних відомостей».
Грейм також збирав старовинні образи́, предмети народного ремесла та мистецтва.
1875 року Михайло Грейм став дійним членом Російського географічного товариства, 1876 року — антропологічної комісії Краківської академії наук, 1884 року — Товариства любителів природи, антропології і етнографії Московського університету. Дійсний член Подільського єпархіального історико-статистичного комітету. Від 1906 року — член-кореспондент Польського краєзнавчого товариства у Варшаві. А всього він був членом семи наукових товариств.
Михайло Грейм помер 2 січня (15 січня за новим стилем) 1911 року в Кам'янці-Подільському. Його поховано на Польськофільварецькому кладовищі.
Сьогодні в Кам'янці-Подільському діє Асоціація колекціонерів імені Михайла Грейма, яка об'єднує колекціонерів міста та Кам'янець-Подільського району.

## Публікації
- Wykopaliska monet w gubernii Podolskiej // Wiadomości numizmatyczno-archeologiczne. — Warszawa, 1889—1910. — T. I—XI (25 статей).

## Світлини

Подоляни в об'єктиві Михайла Грейма
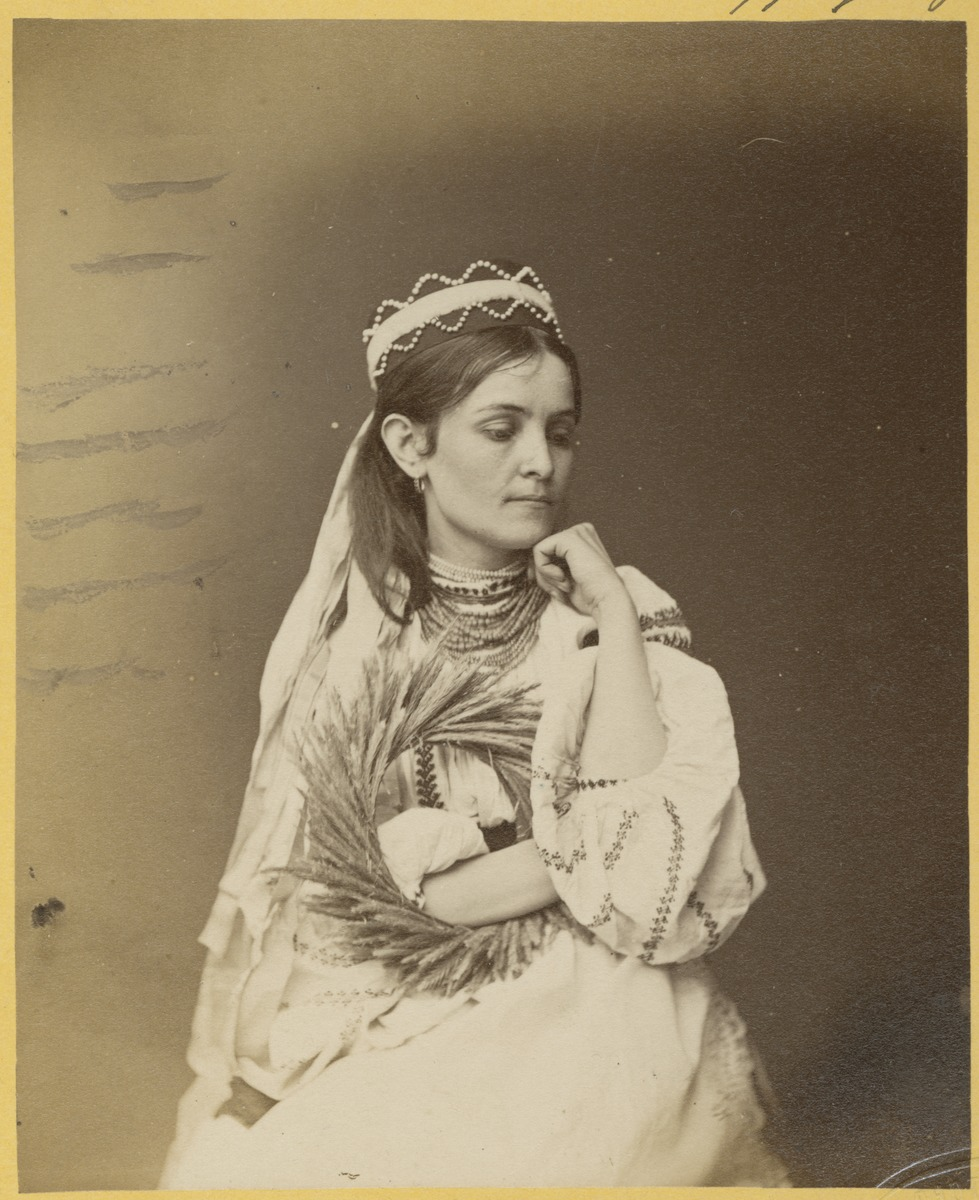
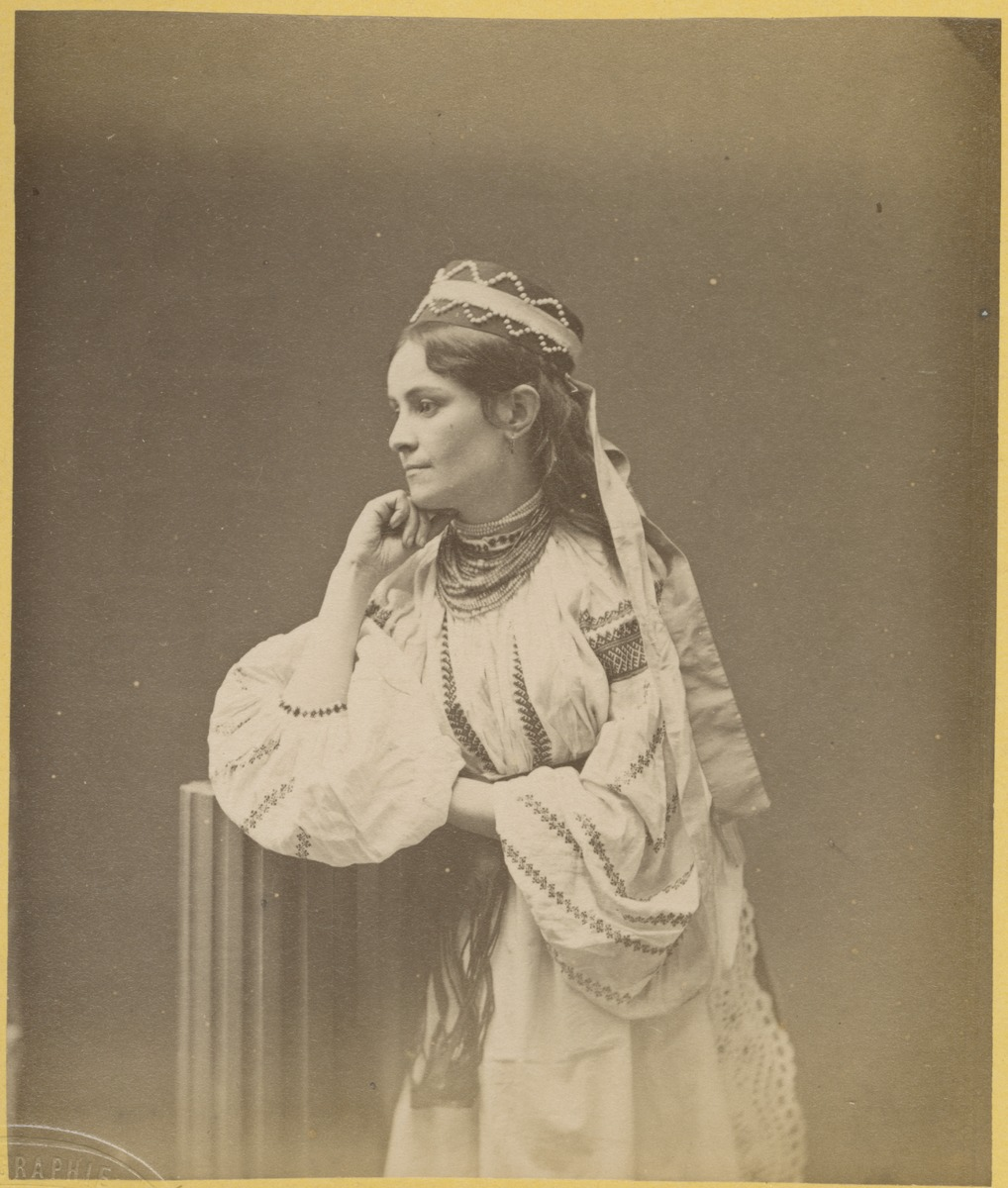
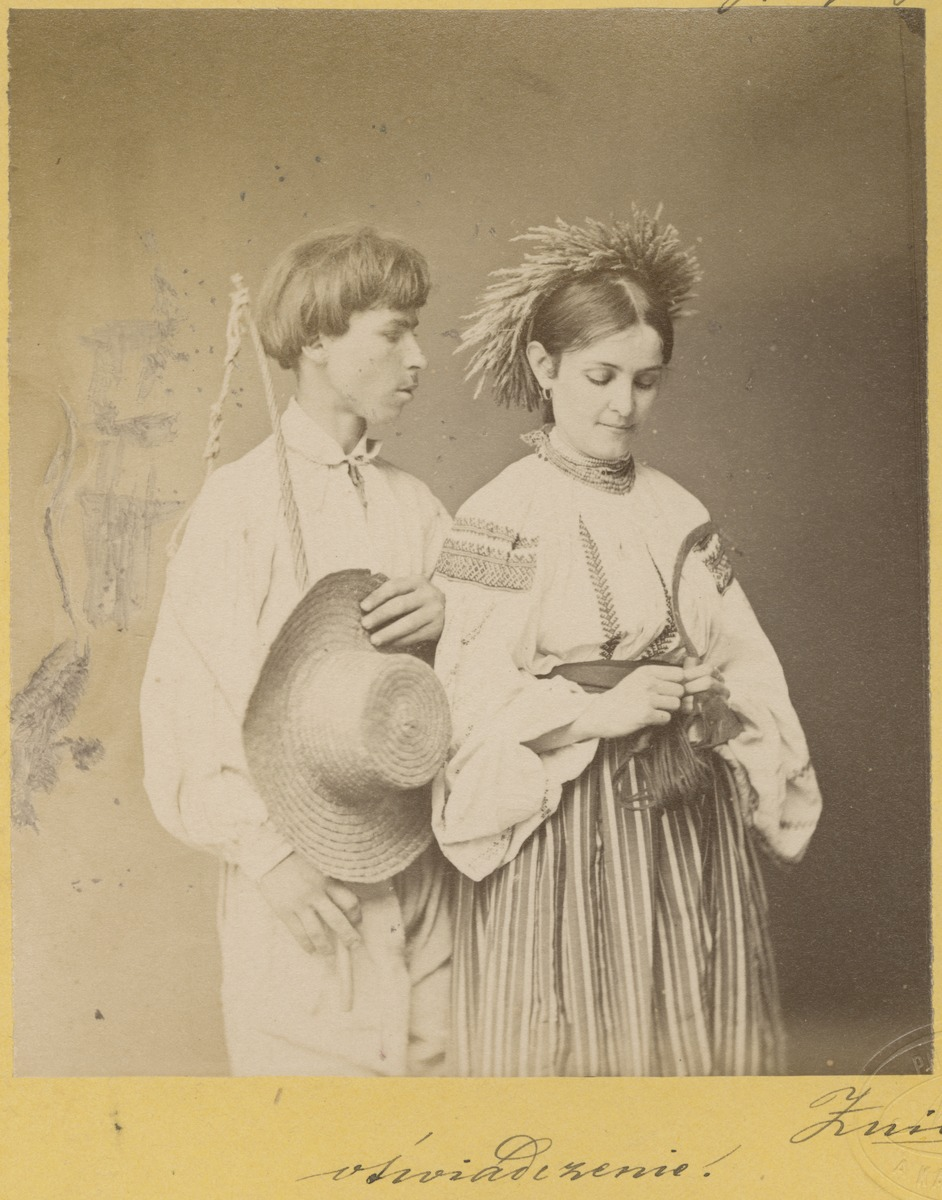
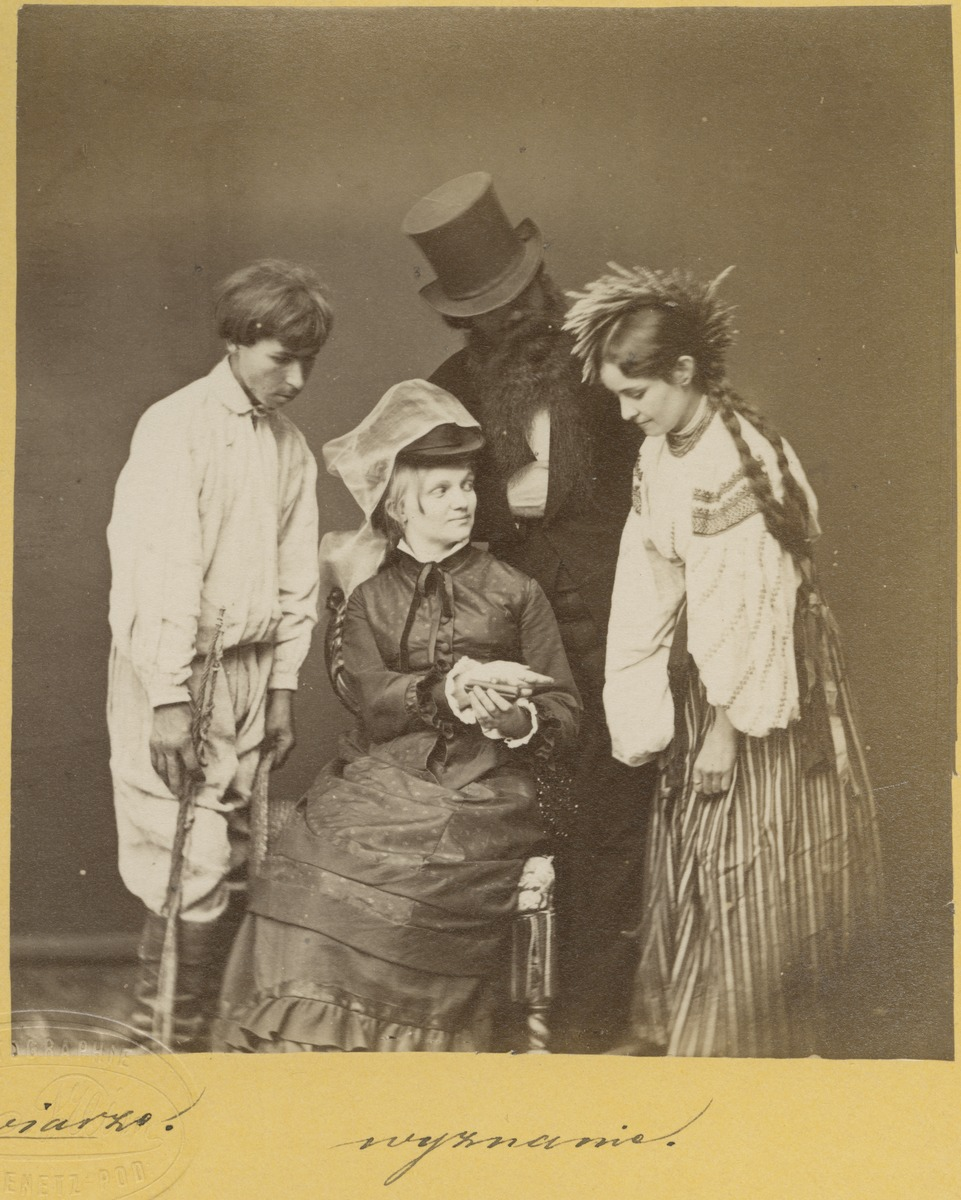